# Erwin Gerhardt

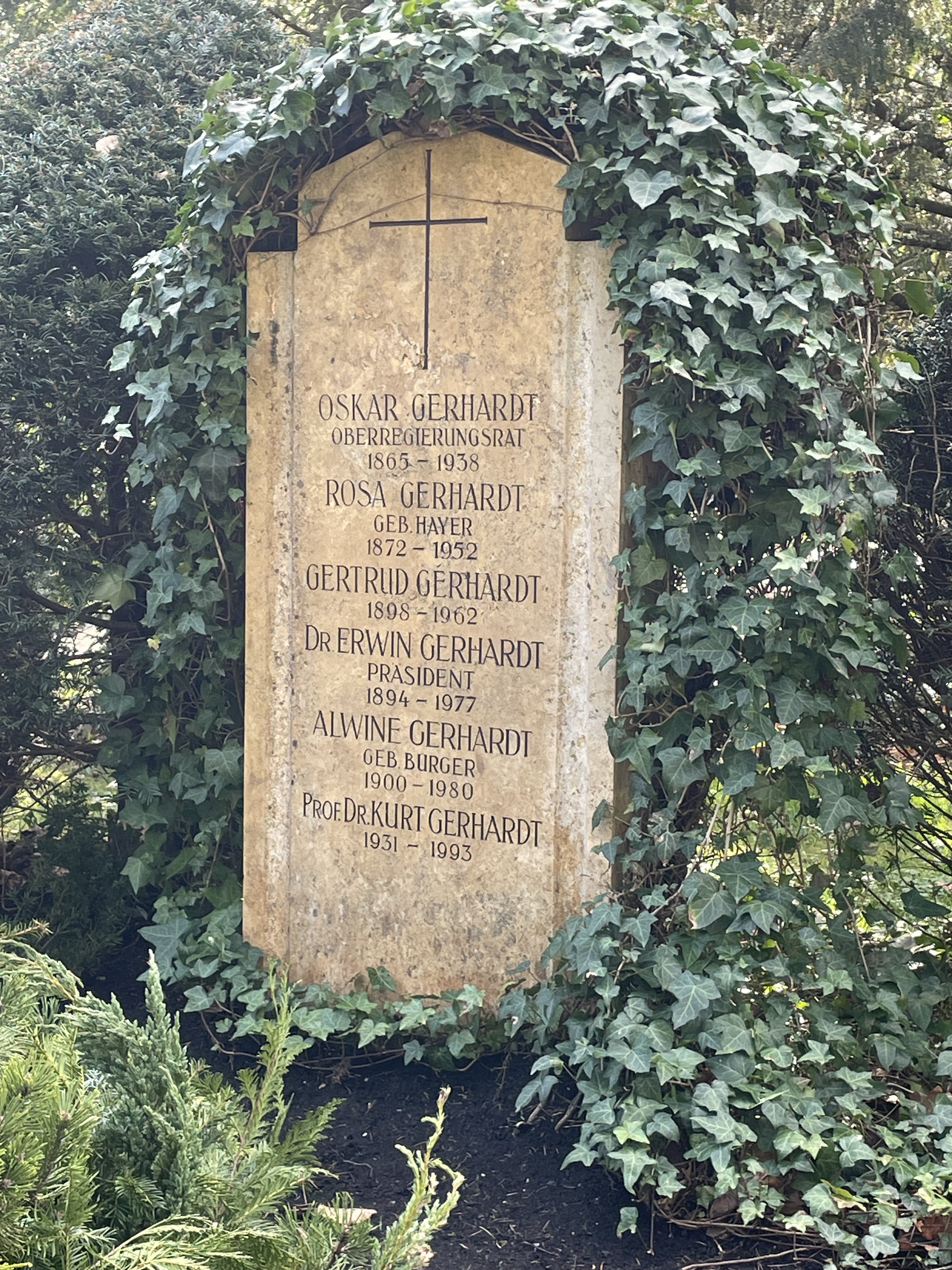
Familiengrab von Erwin Gerhardt auf dem Waldfriedhof Stuttgart

Erwin Gerhardt (* 4. September 1894 in Tübingen; † 8. November 1977 in Stuttgart) war ein württembergischer Landrat. 

## Leben
Gerhardts Vater war Oberfinanzrat und Vorstand des Kameralamts Stuttgart. Nach dem Besuch des Eberhard-Ludwigs-Gymnasiums Stuttgart studierte er Rechtswissenschaften in Tübingen und Würzburg. Er war Mitglied der Studentenverbindung AV Virtembergia Tübingen. Er legte 1920 die erste und 1922 die zweite Staatsprüfung ab. 1922 wurde er in Würzburg zum Dr. iur. promoviert.
Er trat 1922 in die württembergische Innenverwaltung ein und war dort ab 1923 Amtmann am Amtsoberamt Stuttgart. Ab 1926 war er im württembergischen Innenministerium tätig und wurde dort 1928 Regierungsrat. Von 1932 bis 1933 leitete er als Landrat das Oberamt Waldsee. 1933 wurde er Mitglied der NSDAP und war anschließend in der Zeit des Nationalsozialismus bis 1945 in verschiedenen Abteilungen des württembergischen Innenministeriums tätig. Er wurde am 1. September 1945 auf Anordnung der US-Militärregierung entlassen.
Von 1948 bis zu seinem Eintritt in den Ruhestand 1966 war er für die Württembergische Landessparkasse tätig (ab 1953 geschäftsführender Direktor und ab 1962 erster Vorsteher im Vorsteherrat).
1959 erhielt er das große Bundesverdienstkreuz.
Gerhardt war römisch-katholisch. Politisch soll er bis 1933 Sympathisant des Zentrums gewesen sein, bevor er sich den Nationalsozialisten anschloss.